# 都塔尔
都塔尔（波斯语：‎ = dotār，乌兹别克语：dutor），又称独它尔，是一种鲁特琴族（又称琉特属）弹拨乐器，长颈，2弦，见於中亚和南亚，其名称是波斯语“二弦”的意思，其中“都”意为“二”（دو = do），“塔尔”意为“琴弦”（تار= tār），不过阿富汗的赫拉特都塔尔有14根弦。中国西部的维吾尔族演奏都塔尔时通常用拨弦的技法进行演奏，而乌孜别克族、塔吉克族、土库曼族和阿富汗人、维吾尔族常用掃弦和拨弦的演奏技法。
都塔尔在西孟加拉邦和孟加拉国被称为多塔拉琴，常被当地的包尔人演奏。部分多塔拉琴有四根琴弦，而不是两根。这种乐器源於15世纪，最初是牧羊人用动物的肠制成。丝绸之路将丝传到乐器的发源地後，琴弦就改为用丝线制作。现代的都塔尔琴弦一般用丝或尼龙制成。
都塔尔的音色温暖悦耳，外形为梨形，长1至2米。